# Coryssiphus
Coryssiphus là một chi nhện trong họ Liocranidae.

## Các loài
- Coryssiphus cinerascens Simon, 1903
- Coryssiphus praeustus Simon, 1903
- Coryssiphus unicolor Simon, 1903